# ヴァノー駅
ヴァノー駅 (ヴァノーえき、仏：Vaneau) は、フランス・パリの6区と7区の境にあるメトロ10号線の駅。

## 概要
ヴァノー駅は、パリの地下鉄メトロ10号線の駅。パリ中央部のやや南寄り、6区と7区の境にあり、ヴァノー通りがセーヴル通りに交わる場所に位置している。
1923年12月30日、10号線の駅として開業した。駅名は、付近のヴァノー通りにちなんで名付けられた。

## 歴史
- 1923年12月30日、メトロ10号線の駅として開業。

## 駅周辺
- カトリーヌ・ラブーレ庭園 (Jardin Catherine Labouré)

## 隣の駅
パリメトロ
■10号線
デュロック駅 （Duroc） - ヴァノー駅 - セーヴル＝バビロヌ駅 （Sèvres — Babylone）